# Trung Liệt
Trung Liệt là một phường thuộc quận Đống Đa, thành phố Hà Nội, Việt Nam.
Phường Trung Liệt có diện tích 0,76 km², dân số năm 1999 là 21.668 người, mật độ dân số đạt 28.511 người/km².